# JLPGA新人戦 加賀電子カップ
JLPGA新人戦 加賀電子カップ（ジェイエルピージーエーしんじんせん かがでんしカップ）は、1996年から毎年12月に一般社団法人日本女子プロゴルフ協会（JLPGA）が主催し、加賀電子株式会社が特別協賛する女子ゴルフトーナメントの新人戦である。第1回大会は千葉県の真名カントリークラブで開催し、1999年の第4回大会からは同じ千葉県にあるグレートアイランド倶楽部に会場を移して行われている。2023年現在、賞金総額1500万円、優勝賞金270万円。本大会は一般のギャラリーは観戦できない無観客試合として行われている。
2019年、従来7月に行われていた最終プロテストが11月に開催時期が変更されたため、2019年の第91期生合格者は翌2020年の大会に出場することとなり、それ以後はプロテスト合格の翌年に大会が開催されていたが、2023年大会に2年分（2022年度の第95期生・2023年度の第96期生）を同時開催し、プロテスト合格と同年開催に戻された。
また2022年12月に行われた2021年度・第94期生合格者対象迄の大会は2日制だったが、2023年（上記参照）以後は3日制となった。

## 概要
本大会は、当該年度にプロテストに合格しJLPGAに入会した新人選手のみに出場権が与えられ、生涯に一度だけ出場することができる文字通りの「新人戦」である。大会2日間の初日はプロテスト合格の成績順に組み合わせが決定され、2日目・3日目は通常のトーナメントと同様に前日の成績に基づいて組み合わせが決定される。なお優勝者には翌年の開幕戦の出場権が与えられているが、2020年についてはプロテストの制度変更により付与されないことになった。
試合は全出場者が1日当たり18ホールの3日間・54ホールズ（2021年度まで2日間・36ホールズ）を行い、その合計ストロークスで優勝を争う。1位タイが複数いた場合は即日サドンデス方式によるプレーオフを争い、その勝者が優勝。荒天などにより中止となった場合は1ラウンド相当の18ホールズ終了をもって大会成立とみなす。
歴代の優勝者には不動裕理、上田桃子、横峯さくら、森田理香子などJLPGAツアー賞金女王を獲得した選手がおり、若手女子プロゴルファーの登竜門的な大会となっている。
この模様は朝日放送グループホールディングス傘下のCS放送・スカイAを通して全国に生中継されている。

## 大会歴代優勝者
| 開催回                       | 開催年                       | 合格期 | 優勝者名 | 優勝賞金 | 備考 |
| グレートアイランド倶楽部開催 | グレートアイランド倶楽部開催 | グレートアイランド倶楽部開催 | グレートアイランド倶楽部開催 | グレートアイランド倶楽部開催 | グレートアイランド倶楽部開催 |
| ---------------------------- | ---------------------------- | --- | --- | --- | --- |
| 第28回                       | 2024年                       | 97期 | 荒木優奈 | 270万円 | |
| 第27回                       | 2023年                       | 96期 | 高木優奈 | 270万円 | 95、96期2期まとめての開催。2020年以降、プロテスト合格翌年末開催だった大会がプロテスト合格と同年開催に戻る。                         |
| 第26回                       | 2023年                       | 95期 | 呉佳晏 | 270万円 | 95、96期2期まとめての開催。2020年以降、プロテスト合格翌年末開催だった大会がプロテスト合格と同年開催に戻る。                         |
| 第25回                       | 2022年                       | 94期 | 川﨑春花 | 180万円 | 2022年日本女子プロゴルフ選手権大会でツアー初優勝し、この年2勝でJLPGA新人賞獲得。ツアー5勝（2024年シーズン終了時点）                 |
| 第24回                       | 2021年                       | 93期 | 桑木志帆 | 180万円 | 内田ことことのプレーオフを制す。ツアー3勝、2024年JLPGAツアーチャンピオンシップ優勝。（2024年シーズン終了時点）                      |
| 第23回                       | 2020年                       | 92期 | セキ・ユウティン | 180万円 | ツアー1勝（2024年シーズン終了時点）                                                                                                 |
|                              | 2019年                       | プロテスト開催時期変更及びコロナ禍により、非開催。2019年プロテスト合格者は92期となり、91期はプロテスト外から会員資格を得た4名のみ。 | プロテスト開催時期変更及びコロナ禍により、非開催。2019年プロテスト合格者は92期となり、91期はプロテスト外から会員資格を得た4名のみ。 | プロテスト開催時期変更及びコロナ禍により、非開催。2019年プロテスト合格者は92期となり、91期はプロテスト外から会員資格を得た4名のみ。 | プロテスト開催時期変更及びコロナ禍により、非開催。2019年プロテスト合格者は92期となり、91期はプロテスト外から会員資格を得た4名のみ。 |
| 第22回                       | 2018年                       | 90期 | 原英莉花 | 180万円 | ツアー5勝、国内メジャー3勝（2023年終了時点）                                                                                        |
| 第21回                       | 2017年                       | 89期 | 沖せいら | 180万円 | |
| 第20回                       | 2016年                       | 88期 | 髙橋恵 | 180万円 | |
| 第20回                       | 2015年                       | 87期 | 篠原真里亜 | 180万円 | 2021年現在の登録名は篠原まりあ。 |
| 第19回                       | 2014年                       | 86期 | 平野ジェニファー | 108万円 | |
| 第18回                       | 2013年                       | 85期 | 藤田光里 | 108万円 | ツアー1勝（2023年終了時点） |
| 第17回                       | 2012年                       | 84期 | 東浩子 | 108万円 | |
| 第16回                       | 2011年                       | 83期 | 工藤遥加 | 108万円 | ツアー1勝（2025年3月時点） |
| 第15回                       | 2010年                       | 82期 | 山本亜香里 | 108万円 | |
| 第14回                       | 2009年                       | 81期 | 藤本麻子 | 108万円 | ツアー1勝（2023年終了時点） |
| 第13回                       | 2008年                       | 80期 | 森田理香子 | 108万円 | ツアー7勝、2013年賞金女王 |
| 第12回                       | 2007年                       | 79期 | 一ノ瀬優希 | 108万円 | ツアー3勝（2023年終了時点） |
| 第11回                       | 2006年                       | 78期 | 吉田藍子 | 108万円 | |
| 第10回                       | 2005年                       | 77期 | 上田桃子 | 54万円 | 日本ツアー16勝、アメリカツアー2勝、2007年賞金女王、2025年より休養                                                                   |
| 第9回                        | 2004年                       | 76期 | 横峯さくら | 54万円 | ツアー23勝、2009年賞金女王 |
| 第8回                        | 2003年                       | 75期 | 川原由維 | 54万円 | 2005年から2010年までシード選手 |
| 第7回                        | 2003年                       | 74期 | 馬場ゆかり | 54万円 | ツアー3勝、2011年日本女子オープン優勝、、2009年から2011年まで賞金ランキングトップ10入り                                             |
|                              | 2002年                       | 残雪のため、翌年に順延 | 残雪のため、翌年に順延 | 残雪のため、翌年に順延 | 残雪のため、翌年に順延 |
| 第6回                        | 2001年                       | 73期 | 徐知賢 | 54万円 | |
| 第5回                        | 2000年                       | 72期 | 李知姫 | 54万円 | ツアー23勝、賞金ランキング2位を3度                                                                                                  |
| 第4回                        | 1999年                       | 71期 | 趙庭涓 | 54万円 | |
| 真名カントリークラブ開催     |                              | | | | |
| 第3回                        | 1998年                       | 70期 | 片野志保 | 54万円 | |
| 第2回                        | 1997年                       | 69期 | 良田陽子 | 54万円 | |
| 第1回                        | 1996年                       | 68期 | 不動裕理 | 90万円 | 2000年から2005年まで賞金女王。ツアー50勝（2022年終了時点）永久シード。                                                              |

## 参考
- 日本女子プロゴルフ協会 加賀電子カップ[リンク切れ]